# Dóra Kisteleki
Dóra Kisteleki, född 11 maj 1983 i Budapest, är en ungersk vattenpolospelare. Hon ingick i Ungerns landslag vid olympiska sommarspelen 2004 och 2008. Hon är syster till Hanna Kisteleki som också ingick i EM-laget som tog brons 2014 på hemmaplan i Budapest.
Kisteleki gjorde fem mål i damernas vattenpoloturnering i samband med de olympiska vattenpolotävlingarna 2004 i Aten där Ungern kom på sjätte plats. Hon gjorde sedan åtta mål i damernas vattenpoloturnering i samband med de olympiska vattenpolotävlingarna 2008 i Peking där Ungern kom på fjärde plats.
Kisteleki tog EM-silver 2003 i Ljubljana och VM-guld 2005 i Montréal.